# Taccarum
Taccarum es un género de plantas con flores de la familia Araceae. Es originario de Sudamérica tropical hasta el norte de Argentina.

## Taxonomía
El género fue descrito por Brongn. ex Schott y publicado en Oesterreichisches Botanisches Wochenblatt 7: 221. 1857. La especie tipo es: Taccarum weddellianum Brongn. ex Schott.

## Especies
- Taccarum caudatum
- Taccarum dubium
- Taccarum peregrinum
- Taccarum ulei
- Taccarum variabile